# Singer Magdolna
Singer Magdolna (Budapest, 1952. október 30. –) magyar író, újságíró, tréner, mentálhigiénés szakember, gyásztanácsadó, a gyászolókat segítő Napfogyatkozás Egyesület elnökségi tagja, korábban elnöke (2010-2018). Rendszeresen tart előadásokat különböző képzéseken, szakmai konferenciákon hospice, gyász, válás és újrakezdés témakörökben. Önkéntes hospice tevékenységének elismeréseként 2001-ben a kormány Pro Sanitate kitüntetését vehette át. Négy gyermek édesanyja.

## Életpályája
A szekszárdi Kereskedelmi Szakközépiskolában érettségizett (1971), majd tanulmányait a budapesti Kirakatrendező és Dekoratőr Iskolában folytatta (1972-1974), az iskola befejezése után kirakatrendezőként kezdett dolgozni. A Belkereskedelmi Továbbképző Intézet reklám-propaganda tagozatát 1983-ban végezte el. Ezután a Pszichoteam Mentálhigiénés Módszertani Központnál (1989-1990), majd a Haas & Singer Könyvkiadónál dolgozott (1990-1992), illetve a Kódexpress Kiadónál tevékenykedett (1992-2000). 1994-től kezdetben önkéntes segítőként, majd előadóként és trénerként segítette a Budapest Hospice Ház munkáját, 2001-től ugyanitt már gyászcsoportok vezetésével foglalkozott, valamint kollégáival közösen részt vett a telefonos lelki segélyszolgálat bevezetésének munkájában. (2003-2004). Az ő kezdeményezésére és vezetésével indultak el a Vendégbabák gyászfeldolgozó csoportjai (2006).
Önkéntes munkáját 2001-ben a Magyar Hospice Alapítvány Hospice emlékérmével jutalmazták, majd ugyanebben az évben a hospice szolgálatban végzett segítő munkájáért a kormány Pro Sanitate díját vehette át. 
Eközben a Pécsi Tudományegyetem Bölcsészettudományi karán művelődésszervezőként diplomázott (2000), elvégezte a MÚOSZ  Bálint György Újságíró Akadémia újságírói kurzusát (2003) és újabb diplomát szerzett a Semmelweis Egyetem Testnevelési és Sporttudományi Karának mentálhigiéné szakán (2004). Ekkor már rendszeresen írt és publikált, elsősorban a gyásszal, elmúlással, érzelmi veszteségekkel járó lelki munka foglalkoztatta. Személyes és munkája során szerzett tapasztalatait könyvek formájában dolgozta fel, illetve előadások, tréningek keretében osztja meg az érdeklődőkkel.
2007 óra szabadúszó író és gyásztanácsadó. A Napfogyatkozás Egyesület elnökeként kidolgozta és elindította az „A gyászcsoportvezetés gyakorlata” című akkreditált továbbképzést (2011),  majd a „Támasznyújtás perinatális veszteség esetén” című akkreditált továbbképzést (2013), amely a szülészeteken dolgozó egészségügyi dolgozók számára nyújt gyakorlati segítséget a sikertelen terhességek kezelésére, kollégáival közösen pedig elindította a Gyásztanácsadó képzést (2016). Tevékenysége nyomán gyászfeldolgozó csoportok kezdtek működni az országban. A válási veszteség feldolgozásának segítésére kidolgozta a tematikáját és elindította a Válás és újjászületés támogató csoportokat (2010).Az életfogytig tanulás elkötelezett híve. Mestere és példaképe, Polcz Alaine nyomdokában járva hirdeti, hogy idős éveinkben nem csupán értékes tevékenységek folytatására vagyunk képesek, de új kihívások bátor felvállalására is. Jelenleg íróként dolgozik, a Napfogyatkozás Egyesületben végez önkéntes munkát, gyászcsoportvezetőket képez ki, önsegítő csoportokat vezet válás és újrakezdés témában, érzelmi elsősegélyt nyújt váratlan
munkahelyi halál okozta krízishelyzetben, valamint rendszeres résztvevője író-olvasó találkozóknak és előadásoknak Magyarországon, Erdélyben, Felvidéken és a Vajdaságban.

## Magánélete
Elvált, négy gyermek édesanyja. Koncz Eduárddal kötött első házasságából született gyermekei: Koncz Orsolya (1976); Koncz Gergely (1978), második, Haas Györggyel kötött házasságából született gyermekei: Haas Olga Sára (1991); és Haas Benjámin (1995).

## Díjai, elismerései
- Bálint Budapest pályázat I. díj 2000, a Cselekvő csend című tanulmányért
- Hospice emlékérem 2001, a Magyar Hospice Alapítvány megalapulásának 10. évfordulója alkalmából az önkéntes munkáért
- Pro Sanitate kitüntetés 2001, a hospice szolgálatban végzett tevékenységért
- Elle 2006 szeptember havi irodalmi díja dokumentarista kategóriában az Asszonyok álmában síró babák című könyvért
- A Hospice Világnap alkalmából a Hospice-és Palliatív Egyesület által kiírt pályázat különdíja a „Jöttem is meg nem is, hoztam is, meg nem is…” című tanulmányért, és elismerés a perinatális gyász területén végzett munkáért (2010).

## Könyvei

### Íróként
- A rák jegyében. Szubjektív napló egy rettegett betegségről. Cégér Kiadó, Budapest, 1993
- Együtt lenni, együtt érezni. Önkéntes betegkísérés a hospice-ban. Magyar Hospice Alapítvány, Budapest, 2003
- Asszonyok álmában síró babák. Születés és gyász. Jaffa Kiadó, Budapest, 2006
- Partitúra. Utolsó beszélgetés Polcz Alaine-nel. Jaffa Kiadó, Budapest, 2007
- Áldatlan állapot. Beteg magzatok sorsa. Jaffa Kiadó, Budapest, 2008
- Lelke rajta. A tetoválás pszichológiája. Jaffa Kiadó, Budapest, 2009
- Pénzről nőknek. Beszélgetések a nők anyagi és lelki felemelkedéséről. Jaffa Kiadó, Budapest, 2009 (Singer M. -Lelkes Z.)
- Vigasztalódás a gyászban. Beszélgetések olyan emberekkel, akik újra örülnek az életnek. DVD. Saját kiadás, Budapest, 2010
- Vigasztalódás a gyászban. A haláleset és válás utáni veszteség feldolgozása. Jaffa Kiadó, Budapest, 2010
- Júlia vagyok, és válok. Garbó Kiadó, Budapest, 2010
- Sorsfordító gyerekek. Speciális nevelést igénylő gyerekek útja az egészség felé. Jaffa Kiadó, Budapest, 2011 (Singer M. – Szabolcs J.)
- És boldogan éltek, míg meg nem haltak. És azután? Segítség a gyászban – gyerekeknek és szülőknek. Móra Kiadó, Bp., 2011
- Gyászkísérés. Együtt a bánat és a feldolgozás útján, HVG Könyvek, Budapest, 2011
- Nélküled. Regény. Libri Kiadó, Budapest, 2012
- Veszteségek ajándéka. Jaffa Kiadó, Budapest, 2012
- Elárult férfiak klubja. Regény. Libri Kiadó, Budapest, 2013
- Mindhalálig. Regény. Libri Kiadó, Budapest, 2014
- Ki vigasztalja meg a gyerekeket? Válás és gyász a családban, HVG Könyvek, Budapest, 2015
- Asszonyok álmában síró babák. Történetek a gyászról; 2. átdolg., bőv. kiad.; HVG Könyvek, Bp., 2016
- Érző férfiak. 18 személyes történet veszteségekről és feldolgozásról, HVG Könyvek, Budapest, 2017
- Szextörténetek. A szvingerező, a hű feleség, a szexuálterapeuta és még tizenkilencen a szexről, HVG Könyvek, Budapest, 2018
- Gyászkísérés. Együtt a bánat és a feldolgozás útján; HVG Könyvek, Bp., 2021

### Szerkesztőként, közreműködőként
- Singer M: Az önkéntes szerepe In: Hegedűs K. és Szy I. (szerk) A terminális állapotú daganatos betegek palliatív ellátása Magyar Hospice-Palliatív Egyesület Budapest, 2002 pp. 62–64.
- Singer M: A Budapest Hospice Ház gyászcsoportjainak bemutatása és az Élet Vonal Telefonos Lelkisegély Szolgálat In: Muszbek K., Rózsa I. (szerk.) Pszichológia a rákbetegek szolgálatában Magyar Hospice Alapítvány Budapest, 2006 pp. 100–112. és pp. 15–22.
- Singer M: Activ silence In: Jónai Éva Hava (szerk) Paths to Peace – Soulin Education / Seal-Hungary Faundation Budapest, 2004 pp. 55–61.
- Singer M: A hospice önkéntes feladatai In: Hegedűs K (szerk.) A hospice ellátás alapjai Alaptanfolyam Egészségügyi Szakképző és Továbbképző Intézet Budapest, 2006 pp. 37–39.
- Feldmár András, Büky Dorottya, Bernáth Orsolya: Igazi vagy? Singer M. (szerk.) Jaffa Kiadó, Budapest, 2008
- Singer M: Száműzött halálfélelmünk követelései In: Mörk Leonóra (szerk.) A vámpír vonzásában. Miért szeretjük a sötét lényeket? Jaffa Kiadó, Budapest, 2011

## Tanulmányok
- Singer M: Cselekvő csend. A hallgatás, meghallgatás szerepe a gyógyíthatatlan betegek mellett. Kharón Thanatológiai Szemle, Budapest 2000, V. évf. 1. szám, 37-75. pp
- Singer M: Kettős fejlődés. Segítő kapcsolat egy AIDS betegségben szenvedő fiatalemberrel. Kharón Thanatológiai Szemle, Budapest, 2004, VIII. évf. 1-2. szám, 9-62. pp.
- Singer M: Modern Taigetos (Bevezető tanulmány az Áldatlan állapot című könyvhöz) Kharón, 2008 ősz, Jaffa Kiadó, Budapest, 2008
- Singer M: „Jöttem is meg nem is, hoztam is, meg nem is. Poszttraumás növekedés perinatális gyász esetében. Kharón, 2009